# Оприш, Михай
Михай Оприш (рум. Mihai Opriș; 27 октября 1930, Ботошани Бухарест — 30 мая 2021, Бухарест) — румынский писатель
, сценарист и кинопродюсер.

## Биография
Родился в семье командира Гвардейской дивизии, участника Второй мировой войны, культурного деятеля, автора военно-исторических трудов. Внук по материнской линии педагога, реформатора румынского образования, а по отцовской линии — активиста национального движения в Трансильвании.
В 1954 году окончил филологический факультет в Бухарестского университета, после чего до 1971 года работал редактором-сценаристом на «Studioului Cinematografic București» («Бухарестской киностудии»).
С 1971 по 1993 год — сценарист и продюсер, при участии которого сняты многочисленные румынские исторические и приключенческие фильмы. Был продюсером таких фильмов, как Реванш (1978)
«Дуэль» (1981)

## Избранные киносценарии
- 1966 — Гайдуки / Haiducii (совм. с Эудженом Барбу)
- 1968 — Похищение девушек / Răpirea fecioarelor (совм. с Эудженом Барбу и Дину Кочей)
- 1968 — Месть гайдуков / Răzbunarea haiducilor (совм. с Эудженом Барбу и Дину Кочей)
- 1970 — Приключения гайдука Ангела / Haiducii lui Şaptecai (совм. с Эудженом Барбу)
- 1971 — Неделя безумных / Săptămîna nebunilor (совм. с Эудженом Барбу) и Дину Кочей)
- 1972 — Приданое княжны Ралу / Zestrea domniţei Ralu (совм. с Эудженом Барбу)
- 1972 — Вероника / Veronica
- 1973 — Парашютисты / Parasutistii
- 1977 — Честь гайдука / Pintea
- 1981 — Янку Жиану-гайдук / Iancu Jianu, haiducul (совм. с Дину Кочей)
- 1983 — Янку Жиану — сборщик налогов / Iancu Jianu, zapciul (совм. с Дину Кочей)
- 1985 — Боевик Zuzuc / Actiunea Zuzuc
- 1987 — iste baieti grozavi
- 1988 — Бой с тенью / Batalia din umbra
- 1988 — O vara cu Mara
- 1988 — Новачести / Novăceștii
- 1992 — Liceenii Rock «n» Roll

## Избранная проза
- Auzit-ați d-un Jian? (роман)
- La roata norocului (роман)
- Soldații nu plang niciodată (роман)
- Haiducii (роман)
- Novăceștii (исторический роман)
- Neînfricații (исторический роман)
- Vioara de sticlă (роман)
- Virginitate (роман)
- A fost odată ca niciodată
- Operațiunea Margarete zwei (роман)
- Ultima zi — remember: Dinu Cocea
- Se numește Cri — Cri (роман)
- La crâșma Stanii (роман в 2 т.)